# Hebeloma crustuliniforme
Hebeloma crustuliniforme (Bull.) Quél., Champs Jura Vosges 1: 128 (1872).
Hebeloma crustuliniforme è un fungo basidiomicete.

## Descrizione della specie

### Cappello
Fino a 12 cm, carnoso, arrotondato poi convesso; glabro, rosso marrone, ocraceo o biancastro, più scuro al centro.

### Lamelle
Fitte, strette, minute, biancastre

### Gambo
4–7 cm x 0,7–14 cm, pieno, solido cilindrico, biancastro

## Microscopia
Spore9-12 x 6-7 µm, citriformi, lisce o finemente rugose, ocra in massa
Cheilocistidiabbondanti, clavati, 50-85 x 7-9 µm
Giunti a fibbiapresenti.

## Habitat
Molto comune nei boschi, spunta a volte a volte a circoli, in estate-autunno.

## Commestibilità
Può causare disturbi gastrici; da rifiutarsi anche per l'odore

## Sinonimi e binomi obsoleti
- Agaricus crustuliniformis Bull., Herbier de la France: tab. 308 (1787)
- Hebelomatis crustuliniformis (Bull.) Earle, Bulletin of the New York Botanical Garden 5: 430 (1909) [1906]